# معاهدة وارموندي
معاهدة وارموندي هي معاهدة تحالف بين مملكة القدس الصليبية وجمهورية البندقية عقدت في عام 1123. 

## خلفية
في عام 1123 أسر الأرتقيين الملك بلدوين الثاني، وغزا الفاطميين من مصر مملكة القدس. فأبحر دوجي البندقية دومينيكو ميشيل بأسطول كبير وهزم الأسطول المصري قبالة سواحل سوريا واستولى على العديد من السفن. ثم هبطوا في عكا، وواصل الدوجي إلى القدس، حيث احتفل بعيد الميلاد، والتقى مع رئيس الأساقفة بوارموند، وويليام بوريس، الذي يحكم القدس بدلاً من بالدوين الثاني.
تم الاتفاق على أن يساعد الأسطول الفينيسي الصليبيين في مهاجمة صور أو عسقلان، المدينتان الوحيدتان على الساحل اللتان لا تزالان تحت سيطرة المسلمين؛ أراد البارونات من جنوب المملكة مهاجمة عسقلان، بينما فضل البارونات في الشمال توجيه الأسطول ضد صور الأكبر والأكثر ثراءً ولها ميناءً ذا قيمة للعدو دمشق في الداخل. ووفقًا لوليام صور، "كاد الأمر أن يؤدي إلى شجار خطير". ثم تم اختيار صور بالقرعة.

## المعاهدة
تم إنشاء معاهدة تحالف بين القدس والبندقية قبل بداية حصار صور في فبراير 1124 لاحقًا سقطت المدينة بيد الصليبيين. فاوض على المعاهدة بطريك القدس وارموند ومن هنا عرفت بالاسم (باللاتينية: Pactum Warmundi). أُجريت مفاوضات سابقة بين القدس والبندقية والمدن الإيطالية الأخرى، وقد منح البنادقة أنفسهم امتيازات في عامي 1100 و1110 مقابل المساعدة العسكرية، لكن هذه المعاهدة كانت أكثر اتساعًا، فقد مُنحت البندقية كنيسة خاصة بها وشارع وساحة وحمام وميناء في كل مدينة يسيطر عليها ملك القدس باستثناء القدس نفسها حيث كانت صلاحياتهم محدودة.
في المدن الأخرى، سُمح لهم باستخدام موازينهم الخاصة في البندقية لممارسة الأعمال والتجارة عند التجارة مع سكان البندقية الآخرين، ولكن بخلاف ذلك كان عليهم استخدام الموازين والأسعار التي حددها الملك. وفي عكا، مُنحوا ربع المدينة، حيث يُمكن لكل مواطن من البندقية "أن يتصرف كما لو كان في البندقية نفسها". أما في صور وعسقلان (على الرغم من أنه لم يتم الاستيلاء على أي منهما بعد)، فقد مُنحوا ثلث المدينة وثلث المناطق الريفية المحيطة بها، وربما ما يصل إلى 21 قرية في حالة صور. كانت هذه الامتيازات معفاة تمامًا من الضرائب، لكن السفن الفينيسية كانت تخضع للضريبة إذا كانت تحمل حجاجًا، وفي هذه الحالة يحق للملك شخصيًا الحصول على ثلث الضريبة. ومقابل مساعدتهم في حصار صور، كان يحق للبندقية أن تحصل على 300 "بيزنط" سنويًا من عائدات تلك المدينة.
سُمح لسكان البندقية باستخدام قوانينهم الخاصة في الدعاوى المدنية بين السكان أو في القضايا التي يكون فيها أحد سكان البندقية هو المدعى عليه، ولكن إذا كان أحد سكان البندقية هو المدعي، فسيتم البت في الأمر في محاكم المملكة. وإذا تحطمت سفينة أحد سكان البندقية أو توفي داخل حدود المملكة، فإن ممتلكاته سترسل إلى البندقية بدلاً من مصادرتها من قبل الملك. وأي شخص يعيش في الحي الذي خصصته البندقية في عكا أو المناطق التي خصصت لمدينة البندقية في مدن أخرى سيكون خاضعًا لقانون البندقية.

## نتائج المعاهدة
صادق بالدوين الثاني على الاتفاقية عند إطلاق سراحه من الأسر عام 1125، على الرغم من رفضه الاعتراف ببلديات البندقية ككيانات مستقلة تمامًا داخل المملكة، وطالب بحقوقه الإقطاعية بطلب خدمة ثلاثة فرسان من البندقية. وظلت هذه المعاهدة سارية حتى سقوط المملكة عام 1291، وكانت البلديات الفينيسية في عكا وصور قوية ومؤثرة بشكل خاص في القرن الثالث عشر بعد أن فقدت المملكة السيطرة على القدس وتحولت إلى دولة ساحلية. وقاوموا محاولات الإمبراطور فريدريك الثاني لاستعادة المملكة، وتجاهلوا فعليًا سلطة سيادة صور. وبدلاً من ذلك أداروا شؤونهم كما لو كانوا يسيطرون على سيادتهم المستقلة، وهو ما فعلوه في الأساس بفضل شروط الميثاق.
طالبت المدن الإيطالية والبروفنسية الأخرى بمعاهدات تجارية مماثلة وحصلت عليها بالفعل طوال القرنين الثاني عشر والثالث عشر لا سيما جنوة وبيزا.
كانت الكوميونات المنشأة بموجب هذه المعاهدات شكلاً مبكرًا من أشكال الاستعمار الأوروبي، وكانت خطوة مهمة في التطور التجاري للمدن الإيطالية التي بلغت ذروتها في عصر النهضة الإيطالية في القرون التالية.
نص المعاهدة محفوظ في سجل ويليام الصوري، الذي يُعتقد بأنه أخذه من نسخة باقية في صور، أما المؤرخ فولشر شارتر فبالكاد يذكر هذه المعاهدة.